# Alvadia
Alvadia ist eine Gemeinde (Freguesia) im portugiesischen Kreis Ribeira de Pena. In ihr leben 165 Einwohner (Stand 19. April 2021).